# Station Antoniów
Station Antoniów is een spoorwegstation in de Poolse plaats Antoniów.